# Neotrichocoleaceae
Neotrichocoleaceae, porodica jetrenjarki, dio je reda Ptilidiales.

## Rodovi
Sastoji se od dva roda:
1. Neotrichocolea S. Hatt.
2. Trichocoleopsis S. Okamura